# 村田力
村田 力（むらた ちから、1956年 6月10日- ）は、日本の実業家。1979年関東学院大学工学部卒。卒業後同年ジャパックス入社を経て1990年放電精密加工研究所入社。2013年には第29回素形材産業技術賞経済産業大臣賞において開発代表者として経済産業大臣賞を受賞。これらの発明品のうちバッテリー電流センサーのコストは従来の16分１のコストとなった。2023年放電精密加工研究所社長に就任。現在に至る。

## 実績
- 2013年 - 第29回素形材産業技術賞経済産業大臣賞において開発代表者として経済産業大臣賞を受賞（異形状・異材質薄板プレス積層法による自動車用各種センサー部品の開発）